# الشيخية (قرية)
قرية الشيخية هي إحدى القرى التابعة لمركز قفط في محافظة قنا في جمهورية مصر العربية. حسب إحصاءات سنة 2006، بلغ إجمالي السكان في الشيخية 9434 نسمة، منهم 4581 رجل و4853 امرأة.